# Edward Dahl
Edward Dahl (Edward Martin Dahl; * 3. August 1886 in Bromma, Stockholm; † 21. November 1961 in Enskede, Stockholm) war ein schwedischer Mittel- und Langstreckenläufer.
Bei den Olympischen Zwischenspielen 1906 in Athen gewann er im 5-Meilen-Lauf Bronze, nachdem er der vor ihm liegende John Daly disqualifiziert wurde. Daly hatte Dahl auf der Zielgerade behindert (offenbar nicht aus Absicht, sondern weil er erschöpft ins Schwanken geriet). Über 1500 Meter scheiterte Dahl in Athen im Vorlauf.
Bei den Olympischen Spielen 1908 in London startete er über 800 Meter, 1500 Meter, 5 Meilen und im 3-Meilen-Mannschaftslauf, schied aber in allen Wettbewerben in der Vorrunde aus.
1908 wurde er schwedischer Meister über 800 Meter, 1905 sowie 1906 über 1500 Meter und 1905 über 10.000 Meter. Am 23. August 1908 stellte er in Stockholm mit 4:09,6 min einen nationalen Rekord über 1500 Meter auf.